# أعياد يزيدية
الايزيديين لهم أعيادهم الخاصة التي تميزهم عن بقية الأديان والطوائف، والأعياد «الايزيدية» غالباً ما تعتمد على «التقويم الشرقي الشمسي» ومن هذه الأعياد:
- عيد رأس السنة الأيزيدية وهو عيد رأس السنة الشرقية. يقع هذا العيد في أول أربعاء من شهر نيسان الشرقي، حيث يتم في هذا اليوم حسب العقيدة الايزيدية أن تسلم السلطة إلى الملك طاووس ليدير شؤون الدنيا. وهو من الأعياد المقدسة عند الايزيديين. حيث لا بد لكل بيت ايزيدي من أن يقوم بذبح خروف في ليلة العيد، يطبخ قسماً منه ويوزع قسماً آخراً على الفقراء.
- عيد الميلاد يقع هذا العيد في اليوم الخامس والعشرين من شهر كانون الأول الشرقي. وهو عيد ميلاد الشيخ عدي بن مسافر. ويقوم الناس بهذا العيد بإشعال النار في البيوت ويوضع في النار التمر أو الزبيب وتؤكل بعد ذلك للتبرك بها. ومن الشعائر الايزيدية في هذا اليوم هو أن يقوم كل ايزيدي بالقفز من فوق النار ثلاث مرات.
- عيد مربعانية الصيف ومدة هذا العيد ثلاثة أيام ويبدأ يوم الحادي عشر من تموز الشرقي. ويسبق هذا العيد صوم لمدة أربعين يوما، حيث لا يفرض هذا الصوم على جميع الايزيديين بأستثناء رجال الدين فهو واجب عليهم. وفي هذا العيد يقوم قسم من الايزيديين بالذهاب إلى مرقد الشيخ عدي حيث تقام هناك الاحتفالات والمراسيم الدينية.
- عيد القربان يقع في أول يوم من أيام عيد الأضحى عند المسلمين. ويسمى أيضاً بعيد الحج. وفي هذا العيد يذهب رجال الدين إلى مرقد الشيخ عدي فيتضرعون بالدعاء وقومون بإنشاد التراتيل الدينية. ثم يصعدون إلى جبل يطلقون عليه اسم جبل عرفات ويعودون من الجبل. ويستمرون حتى الصباح في الدعاء وإنشاد التراتيل الدينية.
- عيد الجماعة ومدة هذا سبعة أيام، حيث يبدأ في الثالث والعشرين من شهر أيلول الشرقي وينتهي في الثلاثين منه. وفيه يذهب الايزيديين إلى مرقد الشيخ عدي. ومن الطقوس التي تمارس في هذا العيد:
  - القباغ (حيث يصعد الايزيديون إلى الجبل المحيط بمرقد الشيخ عدي محتفلين بهذا اليوم ويعودون من الجبل. ثم يذبح ثورا كبيرا بهذه المناسبة ويطبخ ويحاول الجميع الحصول على قطعة من لحمه)....
  - نصب تخت بري شباك (يمثل هذا التخت. الشيخ عدي بن مسافر حيث كان يجلس عليه، وهذا التخت مصنوع من معدن البرونز الأصفر على شكل حلقات مع عودين طويلان وسجادة قديمة، وفي هذه المناسبة يعلن عن نصب التخت فتبدأ المزايدة على شرف النصب. ويبدأ القوالون بالعزف على الدف والشبابة. ثم يقوم الشخص الذي دفع أعلى مبلغ بنصبه ورصف الحلقات ويحمل إلى -حوض الكولكي- في ساحة الشيخ عدي ويحاول الجميع لمسه وتقبيله)....
  - سماط جلميره (كان للشيخ عدي أربعون تلميذا. يتعلمون على يديه أصول الدين وكان - فخره جلميره- كبيرهم وهو من منطقة عين سفني. لذلك يقوم أهل عين سفني بذبح ثورا على محبة -جلميره- ويطبخونه ويقدمونه إلى الموجودين في المرقد يسمى سماط جلميره)....
  - التعميد في عين البيضاء (على كل ايزيدي ان يغسل جسمه في الماء الذي ينبع من عين البيضاء، ويسمى ذلك -التعميد- فعندما يولد طفل أو طفلة يقوم أهله خلال السنوات الأولى من عمره بتعميده بماء عين البيضاء)....
  - الاغتسال بماء الزمزم (حيث يوجد بالقرب من مرقد الشيخ عدي، نبع ماء يسمى (بئر زمزم) وعند زيارة مرقد الشيخ عدي لابد لكل ايزيدي أن يدخل إلى هذا النبع من خلال النفق الذي يؤدي إليه، ليغتسل بهذا الماء).
- عيد صوم ايزيÈzi  يصادف هذا العيد الجمعة الأولى من شهر كانون الأول الشرقي. ويسبق هذا العيد صوم لمدة ثلاثة أيام يسمى (صوم ايزي) وفيه يمتنع الايزيديين عن الأكل من الصباح وحتى المساء. ثم يأتي العيد حيث تقام الأفراح. وتتبادل الزيارات لتقديم التهاني بهذه المناسبة.
- عيد خضر إلياس يسبق العيد صوم (خضر الياس) والذي يكون في أول يوم أثنين من شهر شباط الشرقي يليه العيد ويقومون بعمل الحلويات بهذه المناسبة. وهذا العيد معروف عند المسيحيين أيضاً.
- 'عيد العجوةبيلندة ' يقع هذا العيد في اليوم السابع من شهر كانون الثاني الشرقي. أي بعد مرور اثنا عشر يوما على عيد ميلاد الشيخ عدي بن مسافر. وهو مرتبط بحادثة سرقة الطفل ـ الشيخ عدي ـ من والدته الست آسيا. من قبل زوجة والده في اليوم الثاني لولادته، حيث أخفته لمدة اثنا عشر يوما وفي السابع من كانون الثاني أحضر المسافر أثنا عشر طفلا وقال لوالدته خذي طفلك فأدخلت عجوة زيتون في عجين وقسمته أثنا عشر قسما ووزعته على الأطفال حيث وجدة العجوة عند ولده ـ عدي ـ فاحتضنته وسمى ذلك اليوم (عيد العجوة).
- عيد مربعانية الشتاءيسبق العيد صوما لمدة أربعون يوما ويقع هذا العيد في العشرين من كانون الثاني الشرقي أي بعد حلول عيد العجوة بثلاثة عشر يوما، ويذكر الايزيديون أن في هذا اليوم اتم اربعون رجلا تعلمهم أصول الدين الايزيدي على يد الشيخ عدي بن مسافر الأموي.
- عيد المحيى يقع هذا العيد في ليلة النصف من شعبان. ويسمى أيضاً بليلة القدر. فيذهب رجال الدين إلى لالش حيث مرقد الشيخ عدي ويصلون فيه حتى الصباح. أما عامة الايزيدية فإنهم يحيون هذه المناسبة في قراهم ولا ينامون حتى الصباح.